# Удо Вагнер
Удо Вагнер (нім. Udo Wagner, нар. 28 березня 1970, Будишин, Німеччина) — німецький фехтувальник на рапірах, олімпійський чемпіон (1992 рік) та срібний (1988 рік) призер Олімпійських ігор, чемпіон світу.

## Виступи на Олімпіадах
| Олімпіада      | Дисципліна           | Місце |
| -------------- | -------------------- | ----- |
| Сеул 1988      | індивідуальна рапіра | 2     |
| Сеул 1988      | командна рапіра      | 4     |
| Барселона 1992 | індивідуальна рапіра | 4     |
| Барселона 1992 | командна рапіра      | 1     |